# Lac Skaha
Le lac Skaha est un lac de Colombie-Britannique, au Canada, situé à 339 m d'altitude, dans la vallée de l'Okanagan.

## Transport par voie d'eau

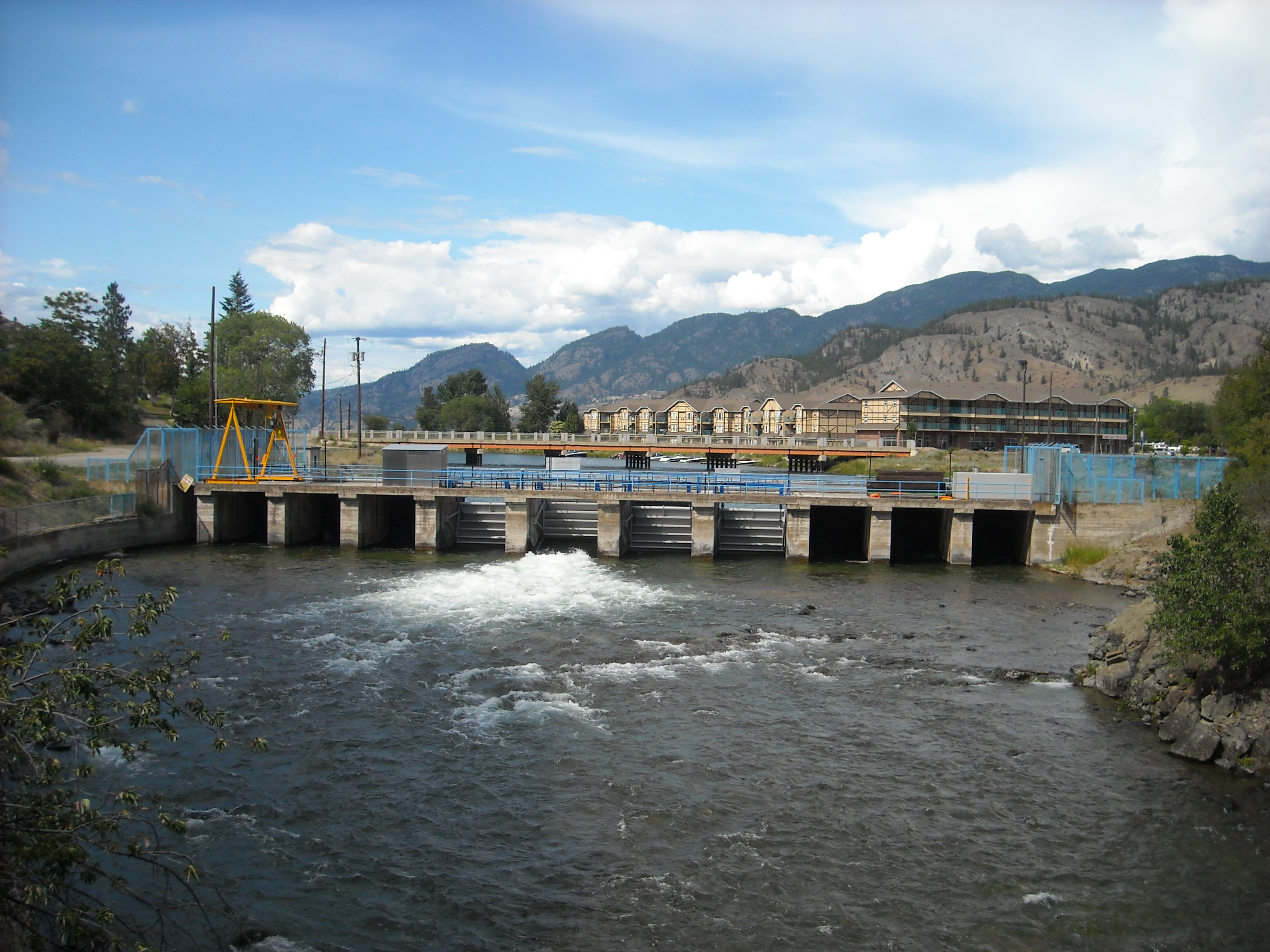
Barrage sur l'Okanagan à la sortie du lac Skaha dans les Okanagan Falls.

Au XIXe siècle, le développement de la vallée de l'Okanagan dépendait du transport par voie d'eau depuis la gare d'Okanagan Landing, qui s'effectuait sur les lacs Skaha et Okanagan. W. J. Snodgrass, qui a construit plusieurs bâtiments sur les berges du lac dans les années 1890, se lance dans le transport de fret sur le lac ; il utilise le bateau « Jessie » de 1893 à 1898 puis le bateau « Maude Moore » de 1899 à 1905. Dans le même temps, deux autres bateaux, le « Fairview » en 1894 et le « Greenwood » en 1897, opérent chacun sur le lac pendant une courte durée. De 1909 à 1912, un bateau nommé le « Kaleden » était utilisé, puis le « Cygnet » jusqu'en 1914, puis le « Mallard » suivi du « York » jusqu'en 1930. Après cette date, la complétion du réseau de chemin de fer rendait le transport par voie d'eau obsolète.